# 발레리 티안
발레리 티안(Valerie Tian, 1989년 4월 21일 ~ )은 캐나다의 배우, 영화배우, 텔레비전 배우이다.
밴쿠버에서 태어났다.

## 출연 작품
- 데드 샤크 (2017년)
- A.C.O.D. (2013년) - 키에코 역
- 러브 앤 아트 (2013년) - 에밀리 역
- 더 모스 다이어리즈 (2011년) - 찰리 역
- 늑대인간 소년 (2010년)
- 세인트 클라우드 (2010년)
- 드릴빗 테일러 (2008년)
- 엄마의 장례식 (2008년)
- 스마일 (2007년)
- 주노 (2007년)
- 판타스틱 4 - 실버 서퍼의 위협 (2007년)
- 브로큰 트레일 (2006년)
- 웨이크 오브 데쓰 (2004년)
- 롱 라이프, 해피니스 앤 프라스페러티 (2002년)

### 텔레비전
- 모티브 (2014)